# 奕英
宗室奕英（1776年10月10日—1821年2月9日，乾隆四十一年八月二十八日申時-道光十年正月初七日丑時），正藍旗滿洲人，左翼近支宗室正藍旗第二族奕字輩，齡賢第一子。

## 生平
嘉慶十九年（1814年）閏二月，授七品筆帖式。道光二年（1822年）四月，授東陵承辦事務衙門主事。四年（1824年）六月，升西陵承辦事務衙門員外郎。八年（1828年）九月，升郎中。十年（1830年）正月初七日卒，年五十五歲。

## 家庭及關聯
- 五世祖父：清聖祖（1654年—1722年）。
- 五世祖母：良妃（1662年—1711年）。
  - 高祖父：允禩（1681年—1726年），爵至廉親王，官至理藩院尚書、總理事務大臣，雍正三年（1725年）因罪革爵、黜宗室，乾隆四十三年（1778年）復宗籍[2]。
  - 高祖母：張氏，張之碧之女，允禩之妾。
    - 曾祖父：弘旺（1708年—1762年），貝勒銜，因罪革爵圈禁。
    - 曾祖母：茂怡氏，馬爾泰之女，弘旺之妾。
      - 祖父：肅英額（1726年—1795年），閑散。
      - 祖母：徐氏，徐德之女，肅英額之妾。

### 父母
- 父：齡賢（1754年—1790年），閑散。
- 母：李佳氏，一等侍衛五靈阿之女，齡賢嫡妻。

### 兄弟
奕英排行第一，有一弟。
- 奕仁（1778年—1787年），同母所生，早卒。

### 妻室
- 嫡妻：那拉氏，三等侍衛英善之女。
- 繼妻：那拉氏，郎中永恆之女。
- 無側室。

### 子嗣
奕英有一子。
- 載霖（1808年—1848年），繼那拉氏所生，官鑾儀尉整儀尉。娶棟鄂氏，承祥之女。